# Kyllingiella ugandensis
Kyllingiella ugandensis är en halvgräsart som beskrevs av Richard Wheeler Haines och Kaare Arnstein Lye. Kyllingiella ugandensis ingår i släktet Kyllingiella och familjen halvgräs. Inga underarter finns listade i Catalogue of Life.